# برمونية
البرمونية (الاسم العلمي: Latidae) هي فصيلة من الأسماك تتبع رتبة الفرخيات من طائفة شعاعيات الزعانف.

## التصنيف
- البرموناوات
  - البرمون